# Crête de Géruen
La crête de Géruen est une barre rocheuse des Alpes-de-Haute-Provence, au-dessus du village des Hautes-Duyes et du hameau d'Auribeau dans la vallée de Thoard.
Quatre voies d'escalade nouvelles tracées par Ivano Ghirardini sur les éperons et cheminées canalettes sur cette face calcaire.